# Nuits musicales du Suquet
Les Nuits musicales du Suquet sont un festival de musique classique cannois créé en 1975, à l’initiative du pianiste Gabriel Tacchino.
Le festival se déroule chaque année dans la deuxième quinzaine de juillet sur le parvis de l’église Notre-Dame-d'Espérance dans la vieille ville du Suquet à Cannes.

## Historique

### 2023
Programmation :
- Florilegium de Londres, Human Teorema, Laurent Korcia (violon) & Julia Siciliano (piano), Mascarimiri, François-René Duchable (piano) & Sophie Marin-Degor, Lei Troubare, Vadim Repin (violon), Alexandre Kniazev (violoncelle) & Andreï Korobeinikov (piano), Orchestre Régional de Cannes PACA & David Levy (piano)

## Artistes invités

### 2012
- Orchestre régional de Cannes-Provence-Alpes-Côte d’Azur
- Philippe Bender (chef d'orchestre)
- Amira Selim (soprano)
- Antonella Gozzoli (soprano)
- Juliette (chanteuse)
- Sarah Nemtanu (violoniste)
- Anne-Lise Gastaldi (pianiste)
- Nigel Kennedy (violoniste)
- NK Trio (groupe de rock)
- William Sheller (chanteur)
- Laure Favre-Kahn (pianiste)
- Charles Berling (acteur)
- Fazil Say (pianiste)